# Esther Phillips
Esther Phillips (nacida Esther Mae Jones; 23 de diciembre de 1935-7 de agosto de 1984) fue una cantante estadounidense de R&B. Era una cantante versátil y también interpretó pop, country, jazz, blues y soul.

## Biografía

### Comienzos
Nació como Esther Mae Jones en Galveston, Texas. Sus padres se divorciaron cuando ella era una adolescente y divide su tiempo entre su padre, en Houston y su madre, en la zona de Vatts, en Los Ángeles. Fue llevada a cantar en la iglesia y era reacia a entrar en un concurso de talentos en un club de blues local, pero su hermana insistió. A la edad de 14 años, ganó el concurso de talento amateur del año 1949 en el Barrelhouse Club, propiedad de Johnny Otis. Otis estaba tan impresionado que grabó con ella para el sello Modern Records y la incorporó a su traveling revue, The California Rhythm and Blues Caravan, con el nombre de Little Esther. Más tarde asumió el apellido Phillips, al parecer inspirado por un cartel en una estación de gas.

### Carrera inicial
Su primer disco de éxito fue "Double Crossing Blues", con el Johnny Otis Quintette y los Robins (un grupo vocal), publicado en 1950 por Savoy Records, que alcanzó el número 1 en el Billboard R&B chart. Hizo varios discos de éxito para Saboy con la Johnny Otis Orchestra, incluyendo "Mistrusting Blues" (a dúo con Mel Walker) y "Cupido Boogie", los cuales también llegaron al número 1 de ese año. Cuatro temas más entraron en el Top 10, en el mismo año: "Misery" (número 9), "Deceivin' Blues" (número 4), "lWedding Boogie" (número 6), y "Far Away Blues" (número 6). Pocas artistas femeninas de cualquier género tuvieron tal éxito en su primer año.
Phillips deja Otis y el sello Savoy al final de la década de los 50 y firma con Federal Records. Pero tan rápido como los hits habían comenzado, se detuvieron. Graba más de treinta temas para Federal, pero solo uno, "Ring-a-Ding-Doo", llegó a las listas, alcanzando el puesto número 8 en 1952. No trabajar con Otis era parte de su problema; la otra parte era la profundización de la dependencia a la heroína, a la que ya era adicta a mediados de la década. Estar en la misma habitación cuando Johnny Ace se pegó un tiro (accidentalmente) en el Día de Navidad de 1954, mientras actuaban en Houston, presumiblemente, no la ayudó en este asunto.
En 1954, regresó a Houston a vivir con su padre y recuperar fuerzas. Corta de dinero, trabajó en pequeños clubes nocturnos en todo el Sur, marcada por periódicas estancias en el hospital en Lexington, Kentucky, para tratar su adicción. En 1962, Kenny Rogers la descubrió cantando en un club de Houston y la ayudó a conseguir un contrato con Lenox Records, propiedad de su hermano Lelan.

### Regreso
Phillips finalmente se recuperó lo suficiente como para iniciar una remontada en 1962. Ahora actúa como Esther Phillips en lugar de Little Esther y graba un tema country "Release Me", con el productor Bob Gans. Este fue número 1 en el chart R&B y número 8 en el Billboard Hot 100. Después de varios hits menores de R&B con Lenox, fue contratada por Atlantic Records. Su cover de los Beatles "And I Love Him" casi alcanza el R&B, Top 10 en 1965 y después viaja al Reino Unido para sus primeros espectáculos internacionales.
Tuvo otros éxitos en la década de los 60 para Atlantic, como el tema de Jimmy Radcliffe "Try Me" (vídeo de YouTube), que contó con un solo de saxo de King Curtis. La dependencia de la heroína había empeorado y se registró en un centro de rehabilitación. Allí conoció al cantante Sam Fletcher. Mientras se somete a tratamiento, grabó algunos temas para Roulette en 1969, en su mayoría producidos por Lelan Rogers. Se trasladó de regreso a Los Ángeles y volvió a firmar con Atlantic. Su amistad con Fletcher le facilitó un compromiso para actuar en el Freddie Jett Pied Piper Club a finales de 1969, que produjo el álbum Burnin'. También actuó con el Johnny Otis Show en el Festival de Jazz de Monterey en 1970.

### La década de los 70
Uno de sus más grande triunfos después de la década de los 50 fue su primer álbum para Kudu Records, From a Whisper to a Scream, en 1972. El tema de inicio "Home Is Where the Hatred Is" sobre el uso de drogas escrito por Gil Scott-Heron, fue nominado para un Premio Grammy. Phillips perdió ante Aretha Franklin, pero Franklin le entregó el trofeo a ella, diciendo que ella debería haber ganado.
En 1975, publicó una actualización del tema de Dinah Washington "What a Diff'rence a Day Makes" su mayor éxito desde "Release Me". Alcanzó el Top 20 en los Estados Unidos y el Top 10 en el UK Singles Chart. El 8 de noviembre de 1975, ella interpretó la canción en un episodio de la NBC Saturday Night (más tarde llamado Saturday Night Live) presentada por Candice Bergen. El  álbum del mismo nombre se convirtió en su mayor éxito de ventas, contando con el arreglista Joe Beck en la guitarra, Michael Brecker en el saxo tenor, David Sanborn en el saxo alto, Randy Brecker en la trompeta, Steve Khan en la guitarra y Don Grolnick en los teclados.
Continuó grabando y actuando a lo largo de la década de los 70 y principios de los 80, completando siete álbumes con Kudu y cuatro con Mercury Records, por la que firmó en 1977. Terminó la grabación de su último álbum A Way To Say Goodbye un par de meses antes de su muerte y fue lanzado por el pequeño sello Muse en 1986.

### Muerte
Phillips murió en el UCLA Medical Center en Carson, California, en 1984, a la edad de 48, de insuficiencia renal y hepática debida al abuso de drogas. Sus funerales se llevaron a cabo por Johnny Otis. Enterrada en una pobre sepultura en el Lincoln Memorial Park en Compton, ella fue reinhumada en 1985 en el Forest Lawn Memorial Park, en Hollywood Hills, en Los Ángeles. Una placa de bronce reconoce los logros de su carrera y cita un pasaje de la Biblia: "En la casa de mi padre hay muchas moradas" (Juan 14:2).

## Discografía

### Álbumes
| Año   | Título                            | Sello                  |
| ----- | --------------------------------- | ---------------------- |
| 1963  | Release Me                        | Lenox                  |
| 1965  | And I Love Him!                   | Atlantic               |
| 1966  | Esther Phillips Sings             | Atlantic               |
| 1966  | The Country Side of Esther        | Atlantic               |
| 1970  | Live at Freddie Jett's Pied Piper | Atlantic               |
| 1970  | Burnin' (Live)                    | Atlantic               |
| 1972  | From a Whisper to a Scream        | Kudu/CTI               |
| 1972  | Alone Again (Naturally)           | Kudu/CTI               |
| 1974  | Black-Eyed Blues                  | Kudu/CTI               |
| 1975  | Performance                       | Kudu/CTI               |
| 1975  | Esther Phillips and Joe Beck      | Kudu/CTI               |
| 1975  | What a Diff'rence a Day Makes     | Kudu/CTI               |
| 1976* | Capricorn Princess                | Kudu/CTI               |
| 1976* | Confessin' the Blues*             | Atlantic* (1966, 1970) |
| 1976* | For All We Know                   | Kudu/CTI               |
| 1977  | You've Come a Long Way, Baby      | Mercury                |
| 1978  | All About Esther                  | Mercury                |
| 1979  | Here's Esther, Are You Ready      | Mercury                |
| 1981  | Good Black Is Hard to Crack       | Mercury                |
| 1986  | A Way to Say Goodbye              | Muse                   |